# Budynek biurowo-handlowy przy ulicy Ruskiej 6–7 we Wrocławiu
Budynek biurowo-handlowy przy ulicy Ruskiej 6–7 – dawne domy handlowe Wilhelma Kijnasta (niem. „Geschäftshaus Wilhelm Kijnast”) i Adolfa Kreutzbergera (niem. „Geschäftshaus Kreutzberger”), obecnie Grand City Hotel.

## Historia
Budynek biurowo-handlowy przy ulicy Ruskiej 6–7 w 2021 roku obejmował trzy pierwotne działki leżące przy ulicy Ruskiej 6 i 7 oraz Rzeźniczej 1. 

### Kamienica nr 6 „Pod Kamiennym Preclem”[a]

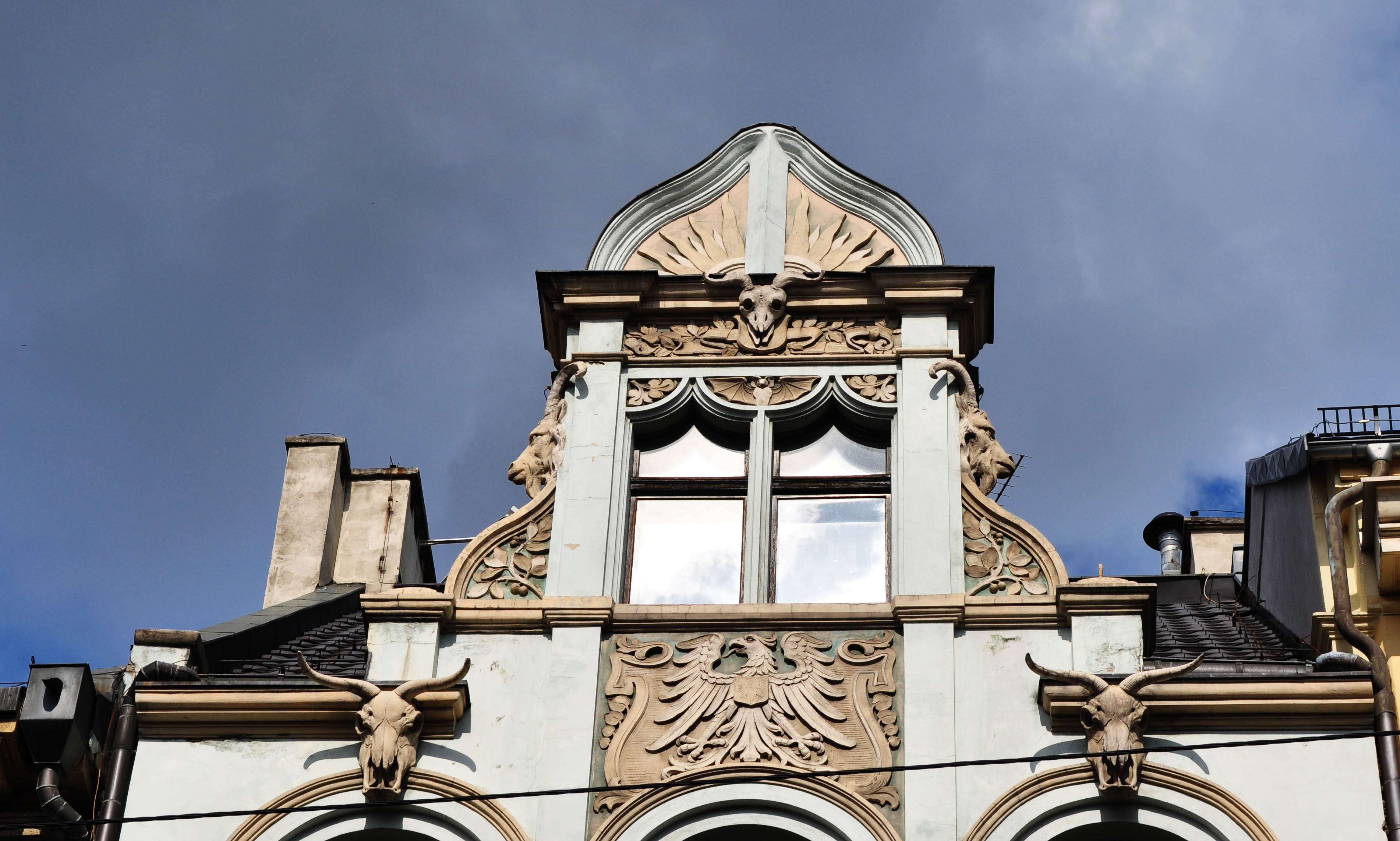
Fragment szczytu kamienicy nr 6 z bukranionami i pruskim orłem

Pierwotnie działka nr 6 była prawdopodobnie podzielona na dwie parcele pełnokuryjne o szerokości 60 stóp. Jej ukształtowanie miało miejsce w XIII wieku. Pierwszy budynek murowany na działce został wzniesiony w pierwszej połowie XIV wieku. Był to budynek frontowy - jednoprzestrzenny, dwukondygnacyjny, szczytowy, jednotraktowy o szerokości traktu 7,5 metrów i głębokości 12,3 m. W części piwnicznej trakt był pokryty sklepieniem kolebkowym i miał ok. 3,5 m wysokości, a w wyższej kondygnacji znajdował się strop złożony z belek. W tylnej ścianie piwnicy w narożniku północno-wschodnim pomieszczenia znajdowało się wejście. Według Macieja Krzywki budynek przy Ruskiej 6 mógł być przez pewien czas połączony z kamienicą nr 7.
W pierwszej połowie XIV wieku do traktu został dobudowany aneks o ukośnej ścianie tylnej. Głębokość aneksu wynosiła 2–2,5 m, a szerokość 5,7 m. Od strony północnej wzniesiony został mur graniczny. Taki sam powstał w drugiej połowie XVI wieku od strony wschodniej. Komunikacja między kondygnacjami odbywała się prawdopodobnie wzdłuż zachodniej krawędzi domu od strony dziedzińca, a w aneksie mieściły się schody.
W latach 1470–1525 kamienica została przebudowana. Dodano do niej drugi trakt (około 1500 roku) w miejsce wcześniejszego szkieletowego oraz całość podwyższono o jedną kondygnację. W ścianie zachodniej umieszczono przejście do traktu drugiego, które stało się osią komunikacyjną na kolejne stulecia. W tym okresie kamienica miała długość 21 metrów. W kolejnych latach, w tylnej części kamienicy dobudowano podpiwniczony aneks oraz oficynę tworząc w ten sposób kamienicę o głębokości 35 metrów. Pierwsza z przybudówek miała szerokość około 6,2 m i głębokość 4,9 m, druga była szeroka na 5,7 i długa na co najmniej 8,7 m.
W latach 1525–1650 kamienica została przebudowana na styl renesansowy, głównie w części piwnicznej i aneksu. W latach 1650–1800 dobudowano do tylnej części oficynę barokową.
W 1903 roku, w miejsce kamienicy mieszkalnej „Pod Kamiennym Preclem”, wzniesiono nowy, założony na planie zbliżonym do litery "C", czterokondygnacyjny dom handlowy przedsiębiorcy budowlanego Wilhelma Kijnasta według projektu mistrza murarskiego Georga Franckego autora m.in. przebudowy kamienicy nr 54 we wrocławskim Rynku oraz budynku przy ul. Ruskiej 56. Budynek wzniesiono w oparciu o starsze mury poprzeczne, które dodatkowo wzmocniono i spięto stropami stalowo-ceramicznymi. Trzyosiowa fasada zakończona była dwukondygnacyjną facjatą w kalenicowym dachu. W drugiej i trzeciej kondygnacji znajdowały się małe okna umieszczone między pilastry wielkiego porządku zamknięte łukami. Na całej wysokości parteru i pierwszego piętra umieszczono wielką dwukondygnacyjną witrynę o szerokości całego frontu zwieńczoną kamiennym łukiem koszowym. W pasie pomiędzy trzecią a czwartą kondygnacją oraz w części szczytowej umieszczono secesyjno-historyzujące ozdobne detale architektoniczne o bogatym znaczeniu ikonograficznym. W osi centralnej, nad oknem III piętra, umieszczono wizerunek orła śląskiego mającego nawiązywać do potęgi Śląska, poniżej na pilastrach pomiędzy tymże oknem wizerunki głów ludzkich. Na gzymsie, na zwieńczeniach łuków okien trzeciej kondygnacji umieszczono czaszki byków, tzw. bukraniony oraz spływy w kształcie brodatych kozłów. Natomiast na samym szczycie budynku w podstawie tympanonu, który wypełniał motyw słońca, umieszczono czaszkę kolejnego kozła. W podokienniku na drugim piętrze wśród ozdób roślinnych wpleciono inicjały „WK” właściciela Wilhelma Kijnasta. Szczytowe dekoracje secesyjne są podobne do tych zachowanych na kamienicach przy ulicy Ukrytej i ul. św. Antoniego 40. We wschodniej osi parteru umieszczono wejście do wąskiej sieni prowadzącej do klatki schodowej. 
Pierwotnie parter oraz dwie kolejne kondygnacje były zajęte przez lokale handlowe; wyższe kondygnacje zajmowały pomieszczenia mieszkalne.

### Kamienica nr 7 „Pod Zielonym Dębem”

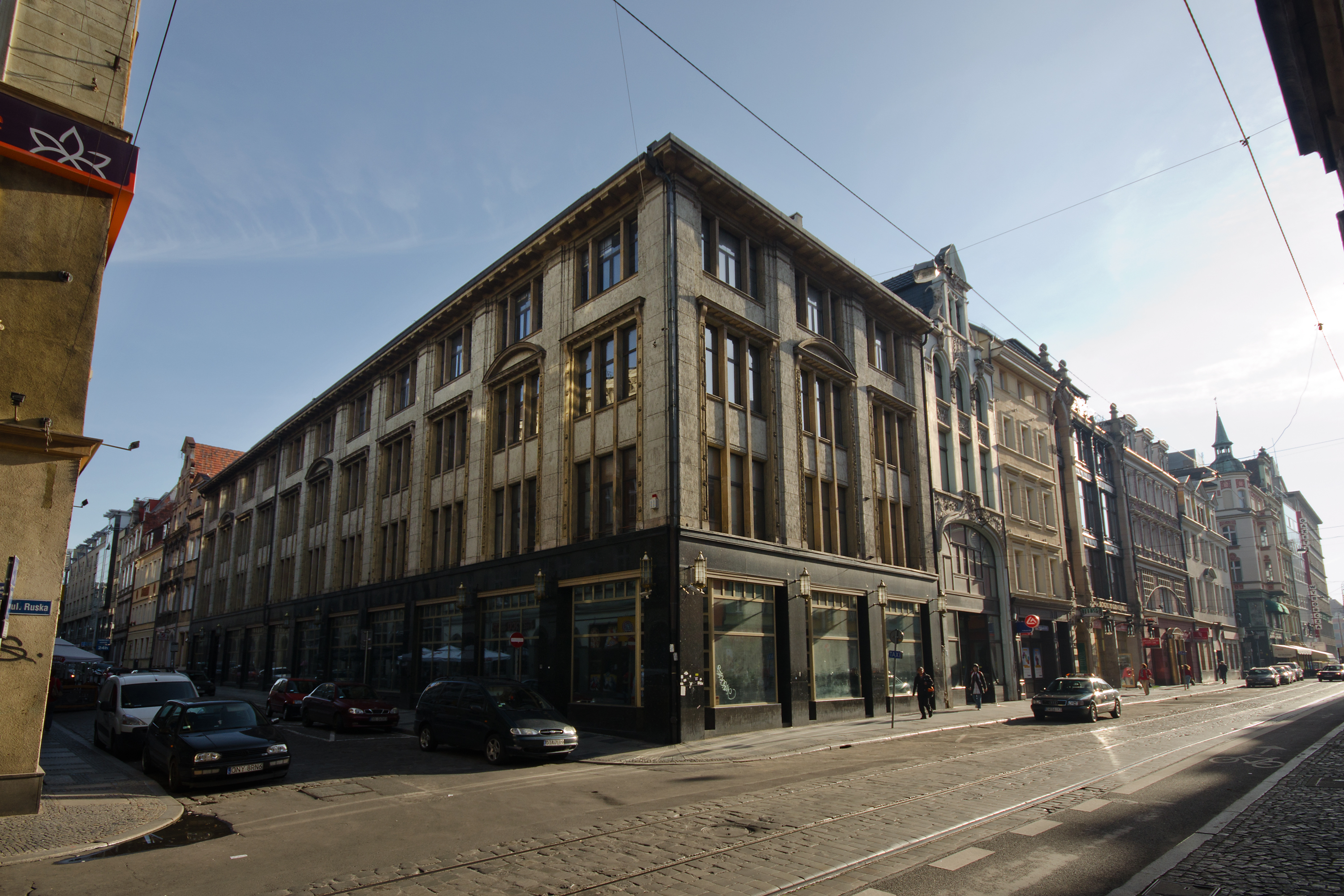
Budynek nr 7

Początkowo działka nr 7 była podzielona na dwie mniejsze parcele o szerokości frontów 6,65 m i 7,80, a w jej narożniku mógł znajdować się jeszcze jeden budynek. W XIV wieku ukształtowała się parcela nr 7 jako jedna działka o szerokości frontu ok. 14,1–14,4 m. Pierwszy budynek na działce nr 7 znajdował się już w pierwszej połowie XIV wieku. Za nim, na oddzielnej parceli przy Rzeźniczej 1, znajdowała się już murowana kamienica co potwierdza późniejszy Rejestr Karowy.
W okresie późnogotyckim lub wczesnorenesansowym szczytowy budynek (lub budynki) na działce nr 7 wyburzono, a w jego miejsce wzniesiono rozbudowaną kamienicę ze skrzydłem wschodnim i aneksem w części zachodniej. Nowa kamienica była trzykondygnacyjna o układzie kalenicowym względem ulicy Ruskiej. W tym samym czasie podniesiono o jedną kondygnację kamienicę przy Rzeźniczej 1 zwróconą kalenicą do ulicy oraz przy Ruskiej 6. Budynek nr 7 liczył 19,5 m wysokości od posadowienia fundamentów: parter budynku nr 7 miał wysokość 3 metrów, I piętro cztery metry, II piętro 2,2 metry, a dach 6,5 metrów wysokości. Budynek na parceli Rzeźniczej jeden liczył sobie 21,5 metrów gdzie wysokość I piętra (podobnie jak w kamienicy nr 6) wynosiła 3,8–4 m.
W okresie od 1350 do 1525 roku kamienica przechodziła kilka etapów rozwoju. Wyniku przebudowy powstał nowy budynek frontowy, jednokondygnacyjny o układzie kalenicowym względem ulicy Ruskiej o wymiarach ok. 13,90 × 9,45 m. W kolejnych latach dobudowano aneks od strony podwórza przy północno-wschodnim narożniku, o szerokości 6,5 m i głębokości 4,2 m, a następnie dobudowano skrzydło zachodnie o szerokości 7,5 m i głębokości 13 m. Kamienica od strony ulicy Rzeźniczej nie była jeszcze połączona z kamienicą nr 1, zachowując swobodny przejazd na powstały w ten sposób dziedziniec. W okresie 1525–1650 dokonano niewielkich zmian w kamienicy: przekuto jedynie dodatkowe przejścia pomiędzy traktami a aneksami. W latach 1650–1800 dobudowano kolejny aneks od strony zachodniej, zamykając w ten sposób podwórko i bezpośredni dostęp do niego. W kolejnych latach w kamienicy znajdowała się karczma oraz browar (w kamienicy nr 1 przy Nożowniczej). Od 1859 roku do 1 kwietnia 1902 w kamienicy swoją siedzibę miał Rzemieślniczy Związek Zaliczkowy (Vorschuß-Verein zu Breslau).

### Dom handlowy Adolfa Kreutzbergera
Obecnie budynek przy posesji nr 7 jako posesja narożna ma dwa adresy: Ruska 7 oraz ul. Nożownicza 1. W 1913 roku w miejsce kamienicy „Pod Zielonym Dębem”, wzniesiono na planie prostokąta nowy klasycystyczny dom handlowy Adolfa Kreutzbergera według projektu Alvina Wedemanna autora kilku domów nowoczesnych handlowych we Wrocławiu m.in. Gerstel, Metzenberg & Jaretzky, Herz u.Erlich. Nowy czterokondygnacyjny budynek z wewnętrznym dziedzińcem był pokryty dwuspadowym stromym domem z lukarnami. Komunikację w budynku zapewniały trzy klatki schodowe i dwie windy. Jedna z klatek schodowych, umieszczona była w ryzalicie i  wchodziła już na teren posesji Ruskiej 6. Od ulicy Ruskiej klasycyzująca fasada była trzyosiowa, a od ulicy Rzeźniczej – 11-osiowa i w całości licowana była naturalnym kamieniem; w części parterowej ciemnym polerowanym labradorytem, a powyżej jasnym porowatym trawertynem oraz kremowym piaskowcem. W części parterowej znajdowało się dwanaście wielkich witryn sklepowych oraz dwa wejścia (jedno od każdej z ulic). Pomiędzy witrynami na słupach umieszczone zostały lampy przypominające chińskie lampiony. Na drugiej i trzeciej kondygnacji znajdowały się trójdzielne okna otoczone obramieniami ozdobionymi motywami roślinnymi. Elewację w obu stron zamykał mocno wysunięty gzyms wsparty belkowaniem.
Dom handlowy Kreutzberger był budynkiem wielofunkcyjnym: na parterze znajdowały się restauracje, na pierwszym i drugim piętrze sklepy z konfekcją, a na trzecim i czwartym piętrze fabryka bielizny.

### Kamienica przy ul. Rzeźniczej 1
Pierwszy murowany budynek został wzniesiony na działce, prawdopodobnie na całej jej szerokości, pod koniec XIII lub na początku XIV wieku. Był to wówczas jednotraktowy, podpiwniczony, jedno- lub dwukondygnacyjny budynek, zwrócony kalenicą do ulicy. Jego długość wynosiła wówczas min. 14,5 metrów, a głębokość 7,5 metra. W pierwszej połowie XIV wieku do istniejącego budynku została dostawiona jednokondygnacyjna przybudówka (oficyna). W okresie między 1350 a 1525 rokiem podwyższono ją o jedną kondygnację. Od strony południowej wzniesiono na nowo część kamienicy nadając jej w całości 20 metrów długości. Kamienica została wówczas podniesiona o jedną kondygnację, a budynek zwieńczono stromym dwuspadowym dachem. Poddasze miało dwie kondygnacje. Wysokość budynku osiągnęła 17,25 metra. W kolejnym okresie, w latach 1525–1650, podwyższono i poszerzono oficynę. Według Rejestru Karowego z 1564 roku budynki znajdujące się przy ulicy Rzeźniczej 1 i Ruskiej 7 były tratowane nadal jako osobne parcele i miały innych właścicieli. W pierwszej połowie XIX wieku kamienicę przy Rzeźniczej 1 połączono z kamienicą przy Ruskiej 7 i na tych działkach wzniesiono nową kamienicę klasycystyczną.
Właściciele kamienicy nie zaliczali się do patrycjatu ale ich status był dość wysoki. W kamienicy, według zachowanych ksiąg podatkowych (szosu), mieszkała uboga część podatników. Na podstawie spisu podatku szos z 1403 roku, pobieranego od rzemieślników, na działce zostali odnotowani woźnica i karczmarze.

### Dom handlowy DeFaKa
Do 1929 roku na posesji nr 6 i 7 znajdowały się dwa osobne budynki o podobnej funkcji. W 1929 roku oba budynki zostały przejęte przez DeFaKa (Deutsches Familien-Kaufhaus). Budynki zostały wówczas połączone i zmodernizowane według projektu Alvina Wedemanna.

## Po 1945 roku
Podczas działań wojennych w 1945 roku budynki nie uległy wielkim uszkodzeniom. W części parterowej budynków 6 i 7, od strony ulicy Ruskiej w latach 60. XX wieku wykonano podcienie pozostawiając konstrukcyjne filary. Budynki ponownie zostały od siebie oddzielone. W budynku nr 7 umieszczony został dom handlowy DH Junior. Do 1992 roku właścicielem obiektu było Przedsiębiorstwo Handlu Ubiorami „Otex” we Wrocławiu.
W 1995 roku obie kamienice ponownie połączono i przebudowano na potrzeby siedziby Banku Handlowego w Warszawie S.A. Projektantem i wykonawcą była firma Archicom. Projekt zakładał zachowanie odrębnych fasad dla dwóch budynków. Zlikwidowano wówczas podcienie; w kamienicy nr 6 odtworzono secesyjną witrynę, odrestaurowano detale architektoniczne na fasadzie, a w części parterowej umieszczono wejście główne do budynku Komuny Shinmin. W budynku nr 7 wymieniono wszystkie stropy oraz część ścian konstrukcyjnych, uzupełniono i odnowiono kamienne oblicowanie (wyższe kondygnacje obłożono szlachetnym tynkiem), obramienia okienne wykonano z piaskowca żerkowskiego, wymieniono witryny oraz przywrócono lampiony. We wnętrzach urządzono obszerną salę operacyjną, a na wyższych kondygnacjach pomieszczenia biurowe. Podwórze zostało nakryte szklanym dachem, a w nim umieszczono reprezentacyjną klatkę schodową i panoramiczną windę. Podziemia budynku zostały pogłębione o 60 cm, a następnie umieszczono w nich skarbiec. Bank Handlowy zajmował budynek do 2004 roku. Od tego czasu do 2016 roku budynek stał pusty
Od kwietnia 2018 roku w budynku nr 7 otworzony został czterogwiazdkowy Grand City Hotel. Wejście główne do budynku nr 7 znajduje się od ulicy Rzeźniczej. Hotel dysponuje 85 pokojami oraz restauracją Bistro Grand.